# Mycological Research
Mycological Resarch (w piśmiennictwie naukowym cytowane jako Mycol. Res.) – międzynarodowe czasopismo naukowe Brytyjskiego Towarzystwa Mykologicznego (British Mycological Society). Publikuje oryginalne artykuły ze wszystkich dziedzin badań podstawowych i stosowanych w zakresie grzybów i organizmów grzybopodobnych (w tym grzybów strzępkowych, drożdży i grzybów drożdżopodobnych, porostów, lęgniowców i śluzowców). Publikowane w nim artykuły obejmują takie zagadnienia jak: biochemia, biotechnologia, biologia komórki, biologia rozwojowa, zwalczanie chorób, ekologia, środowisko, ewolucja, fizjologia grzybów, genetyka, genomika, geomykologia, patologia owadów, mykologia medyczna, genetyka molekularna, wzajemne oddziaływania, patologia roślin, metabolity wtórne, taksonomia i systematyka oraz techniki laboratoryjne.
Dostępny jest online wykaz roczników i wszystkich numerów czasopisma w latach 1990–2009. Dla każdego numeru podano jego spis treści i streszczenia artykułów. Artykuły nie są dostępne online.
Postęp nauk biologiczny, zwłaszcza możliwość badania całych genomów sprawiły, że W 2010 roku czasopismo zmieniło nazwę i profil publikacji. Jego kontynuacją jest czasopismo Fungal Biology. W nowym czasopiśmie większy nacisk położono na nowoczesne aspekty badania grzybów (m.in. biologia molekularna i badania genetyczne).